# Illicium jiadifengpi
Illicium jiadifengpi là một loài thực vật có hoa trong họ Schisandraceae. Loài này được B.N. Chang miêu tả khoa học đầu tiên năm 1982.